# El Biscella
El Biscella è una canzone milanese scritta da Giovanni D'Anzi e Alfredo Bracchi.

## La canzone
Biscella è una parola milanese che significa "ricciuto" (deriva da bisc, cioè "riccio"), una specie di bulletto che cerca di intimorire la gente, ma che i modi goffi e i costumi stravaganti rendono un soggetto più comico che pericoloso.
La canzone narra appunto di questo "Biscella" di Porta Ticinese che si reca alle feste e tutti, alle sue spalle, ridono dei suoi abiti ridicoli e il suo modo di ballare un po' impacciato.
La rima trovata nel finale fra "paisàn" e "sindic de San Culumbàn" non è casuale, perché fa riferimento al manicomio sito proprio a San Colombano al Lambro in quegli anni.